# Al-Hawasz (Hama)
Al-Hawasz (arab. الحواش) – miejscowość w Syrii, w muhafazie Hama. W 2004 roku liczyła 3306 mieszkańców.